# Gele oogspanner
De gele oogspanner (Cyclophora linearia) is een nachtvlinder uit de familie van de spanners (Geometridae). De wetenschappelijke naam van de soort werd als Geometra linearia voor het eerst geldig gepubliceerd door Jacob Hübner in 1799. 

## Kenmerken
De voorvleugellengte bedraagt tussen de 14 en 16 mm. De basiskleur van de vleugels is bleek tot oranjebruin in de eerste generatie en rozerood in de tweede generatie. Over de voorvleugel lopen drie dwarslijnen, zwart tot roodachtig van kleur, waarvan de middelste breder is. De dwarslijnen zijn in de tweede generatie vaak vaag. Ondanks de naam hebben alleen vlinders in de tweede generatie soms een oogje op de achtervleugel.

## Levenscyclus
De gele oogspanner gebruikt beuk als waardplant, soms andere loofbomen of zelfs bosbes. De rups is te vinden van juni tot september. De soort overwintert als pop. Er zijn jaarlijks twee generaties die vliegen van mei tot halverwege september.

## Voorkomen
De soort komt verspreid over een groot deel van Europa voor, daarnaast in Klein-Azië en het noorden van Iran. De gele oogspanner is in Nederland en België een vrij gewone soort.